# Xã Lyon, Quận Roscommon, Michigan
Xã Lyon (tiếng Anh: Lyon Township) là một xã thuộc quận Roscommon, tiểu bang Michigan, Hoa Kỳ. Năm 2010, dân số của xã này là 1.370 người.